# Huracán Alberto (2000)
El Huracán  Alberto fue un Huracán de tipo Cabo Verde que se formó sobre el océano Atlántico el 3 de agosto, de 2000 convirtiéndose en extratropical el 23 de agosto de 2000. Alberto fue la primera tormenta en recibir nombre, el primer huracán y el primer huracán mayor (Cat. 3 o más) de la Temporada de huracanes del Atlántico de 2000.
El huracán Alberto fue notable por su larga duración, que se extendió por 19.75 días, haciéndolo la tormenta más larga que haya vivido en el Atlántico en el año 2000. Alberto fue significativo además por la larga trayectoria en curva que realizó en pleno Atlántico que se extendió por 5 grados de latitud y 8 de longitud. También, Alberto fue capaz de alcanzar el nivel de huracán en tres ocasiones diferentes. La onda tropical que eventualmente se convertiría en Alberto afectó la parte oeste del continente africano cerca de Senegal, y los remanentes extratropicales pasaron cerca de Islandia y Jan Mayen. Sin embargo no hubo reportes de daños o fallecimientos causados por el huracán Alberto.

## Historia de la tormenta

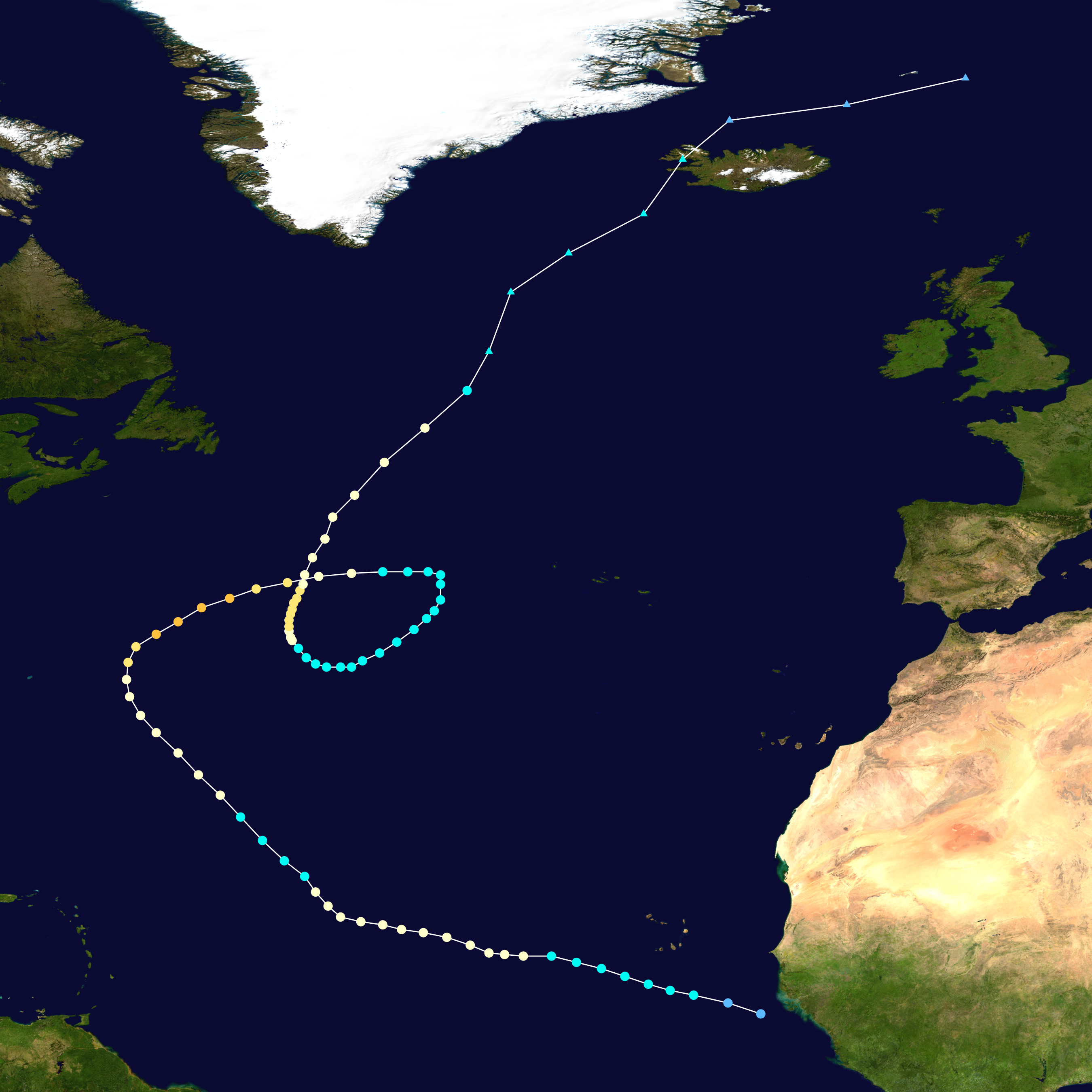
Trayecto de la tormenta.

Una onda tropical bien formada fue identificada sobre el centro de África basad en una imagen satelital del 30 de julio. La onda se desplazó constantemente hacia el oeste alejándose de las costas africanas el 3 de agosto. Una vez que se encontró en mar abierto, la onda se convirtió rápidamente en la depresión tropical 3 en la tarde de ese mismo día. La depresión se movió en dirección oeste-noroeste y alcanzó el nivel de tormenta tropical Alberto en la mañana del 4 de agosto. Alberto continuó fortaleciéndose, pero al moverse a aguas más frías en la tarde del 5 de agosto se debilitó brevemente.